# Led Zeppelin III
Led Zeppelin III er et album af Led Zeppelin, som blev udgivet i 1970.

## Trackliste
Side 1
1. "Immigrant song"
2. "Friends"
3. "Celebration Day"
4. "Since I've Been Loving You"
5. "Out on the Tiles"

Side 2
1. "Gallows Pole"
2. "Tangerine"
3. "That's the Way"
4. "Bron-Y-Aur Stomp"
5. "Hats Off to (Roy) Harper"

| Musik | Spire Denne musikartikel er en spire som bør udbygges. Du er velkommen til at hjælpe Wikipedia ved at udvide den. |